# Lễ cưới (người H'Mông)
Lễ cưới H'mông hay Miêu tộc hôn tục (tiếng Trung: 苗族婚俗; bính âm: Miáozú hūnsú là một nghi lễ của đồng bào dân tộc H'Mông bắt nguồn từ Trung Quốc.
Các cuộc hôn nhân cổ đại của người Miêu đã trải qua hôn nhân huyết thống, hôn nhân kép và hôn nhân một vợ một chồng. Sau khi thực hiện chế độ hôn nhân một vợ một chồng, có hai loại hôn nhân: hôn nhân độc lập và hôn nhân sắp đặt. Tuổi kết hôn nói chung là từ 16 đến 23 tuổi, tuổi kết hôn của nam lớn hơn nữ một chút. Xã hội Miêu tuân thủ nghiêm ngặt chế độ hôn nhân một vợ một chồng trong thị tộc và ngoài dòng máu. Hầu hết nam nữ thanh niên của dân tộc Miêu đều sử dụng du lịch và cả hai bên có thể trở thành vợ chồng và thành lập gia đình một cách tự nguyện. Hạn chế là chỉ cần trống thờ cúng tổ tiên không cùng tổ tiên (ám chỉ con cháu có cùng quan hệ huyết thống dòng tộc) thì có thể lấy nhau. Con cái giữa anh em họ của dì được coi là đồng hương thân thiết, và việc kết hôn giữa các cặp vợ chồng bị cấm. Những người thân thuộc các thế hệ khác nhau không được kết hôn. Một số người từng vướng vào kiện tụng do hôn nhân hoặc các tranh chấp khác trong lịch sử, và đã thề không kết hôn. Trong quá khứ, một số đàn ông và phụ nữ Miêu không kết hôn với những người thuộc các phương ngữ khác nhau trong nhóm dân tộc của họ mà đối tượng kết hôn được chọn từ các thành viên của một số họ trong làng. Vì lý do lịch sử, trong quá khứ họ không muốn kết hôn với các nhóm dân tộc khác nhau. Một số nhánh tộc Miêu thậm chí không muốn kết hôn với những người Miêu có trang phục khác nhau, và họ muốn đi đến những ngôi làng cách xa hàng chục dặm, thậm chí hàng trăm dặm để tìm những người Miêu có trang phục giống nhau để kết hôn.

## Chuẩn bị
Sau khi nam nữ thanh niên của dân tộc Mông yêu nhau và đồng ý, cha mẹ của họ đã chọn ngày lành tháng tốt cho hôn lễ của họ. Tuy nhiên, nam nữ không được gặp nhau trong một khoảng thời gian trước khi kết hôn, dân gian thường gọi là “không gặp mặt trước hôn nhân”, ngày trước khi kết hôn, người nam gửi đồ cưới đến nhà người nữ. Để xem. Trong số lễ cưới này, có một chiếc bánh ngô nếp (糯米粑粑) to và dày, được làm từ 25 đến 30 kg gạo và ngô nếp, to như cái mâm, mang ý nghĩa đoàn tụ, sum vầy. mặc quần áo sau khi kết hôn.

## Lễ ăn hỏi
Vào ngày cưới, cả nam và nữ sẽ tiếp đãi họ hàng, bạn bè và những người cùng làng ở quê nhà. Chú rể được một số phù rể tháp tùng và rước lễ vật vào nhà. Trong đám cưới nên có một người đàn ông trung niên và lớn tuổi có kinh nghiệm. Khi người đàn ông đến làng của người phụ nữ, sẽ có lý do để người phụ nữ căng cây tre chắn đường và hát đối đáp với người đã có gia đình. Sau mỗi cặp hát, người kết hôn phải tặng quà cho những người phụ nữ này trước khi họ lấy cọc tre mở đường. Đi lại như vậy một lúc, hát đối đáp một lần và lặp lại vài lần mới đến được nhà gái. Trong thời kỳ này, cũng cần đề phòng chàng rể không cho đàn bà mang đi. Nếu mang đi, họ sẽ giấu chú rể để người có gia đình đón dâu không kịp. Khi đến nhà gái, các cô gái sẽ vây quanh chàng rể, tung tăng, trêu chọc khiến quan khách bật cười thích thú. Hơn nữa, một số cô gái dùng tro nồi để bôi đen mặt chú rể. Nhìn sự bối rối của chú rể, mọi người bật cười thích thú.
Sau khi cô dâu về nhà chồng sẽ làm lễ cúng, cô dâu chú rể sẽ nâng ly chúc mừng các bậc trưởng thượng, khách mời và nhận lời chúc mừng của họ. Trước khi bắt đầu bữa ăn, cô dâu chú rể nên cho bố mẹ hai bên ăn bữa cơm đầu tiên. Trong buổi lễ, các cô gái đến tiễn họ hàng nhà vợ có thể xem kỹ cơ hội và che cho chàng rể một chiếc sọt tre lớn để chàng rể không di chuyển. Nhìn chàng rể loay hoay bên chiếc thúng, người dân cười nghiêng ngả, thêm phần thích thú vô cùng cho đám cưới.

## Lễ cưới
Lễ cưới chính thức (Hao song - Haus tsoob), nhà chàng trai mang lễ vật sang nhà gái từ chiều hôm trước. Lễ dẫn cưới gồm có một khoản tiền, 60 kg thịt lợn, 60 bát rượu, tùy vào khoảng thách cưới bên nhà gái mà nhà trai đưa sang... trong đó một chiếc ô màu đen là lễ vật quan trọng nhất để che mưa, che nắng cho đôi vợ chồng trẻ. Lễ đón dâu được tổ chức vào sáng hôm sau. Cô dâu mặc áo màu đỏ, váy hoa, đầu quấn khăn xanh. Lễ cưới diễn ra trong những cuộc mời rượu, đối đáp giữa các thanh niên, thiếu nữ. Sau đó cô dâu làm lễ cúng tổ tiên, ma nhà, ma cửa... để về nhà chồng. Khi về nhà chồng, gia đình nhà chồng bày một mâm cơm cúng tổ tiên để ra mắt con dâu.

## Tập tục khóc trước khi cưới
Cũng như nghi thức khóc cưới truyền thống trong hôn lễ của người Thổ Gia trong 3 tháng trước khi cưới, người Miêu ở Tương Tây cũng có tục lệ tương tự. 
Tập tục này thường bắt đầu trước ngày cưới của cô dâu 3 hoặc 7 ngày, và một số đã mở đầu cho màn khóc lóc và hát trong nửa tháng đầu, một tháng hoặc thậm chí ba tháng. Tuy nhiên, nó đã bắt đầu và tiếp tục. Các cô dâu có thể khóc một cách thoải mái. Họ hàng, làng xóm đến thăm hỏi quà cáp, ai đến cũng khóc như một lời cảm ơn. Từ đêm trước thời kỳ tân hôn cho đến ngày hôm sau khi cô dâu ngồi trên ghế trường kỷ, cuộc hôn nhân khóc lóc đã lên đến đỉnh điểm. Trong thời gian này, việc khóc và hát phải được thực hiện theo nghi thức truyền thống, không được khóc. Những người không thể khóc sẽ bị người khác cười nhạo, thậm chí là kỳ thị. Nhìn chung, nội dung hát khóc chủ yếu bao gồm "khóc cha mẹ", "khóc anh em", "khóc chị", "khóc cô chú", "khóc đồng hành", "khóc bà mối", "khóc chải đầu", "khóc "" Tổ tiên "," Khóc trên trường kỷ",... Những “lời ca” không chỉ mang tính truyền thống, lưu truyền từ đời này sang đời khác mà còn được các cô dâu, chị em “khóc cùng” ngẫu hứng. Nội dung chủ yếu là cảm ơn công ơn của cha mẹ, người lớn tuổi, sự quan tâm chăm sóc của anh, chị, em, kể về nỗi buồn hạnh phúc của thế hệ con gái và sự hoang mang, lo lắng trước cuộc sống mới. Cũng có người trút nỗi bất mãn về hôn nhân, sự hận thù và bất lực với người mai mối cho những quyết định cả đời của mình, vân vân.

## Hiện nay
Trai gái người Mông được tự do tìm hiểu và tự quyết định hôn nhân của mình. Nếu ưng thuận, họ sẽ về báo cáo với bố mẹ, dòng họ. Khi đó nhà trai sẽ mời ông mối sang đánh tiếng dạm hỏi. Nếu nhà gái ưng thuận, hai bên sẽ định ngày tốt rồi tiến hành lễ ăn hỏi (hẹn cưới) sau đó là lễ cưới (đón dâu).